# 台灣任天堂
台灣任天堂是日本電子游戏公司任天堂于2025年2月10日在台灣设立的子公司，主要负责任天堂的主机、游戏软件在台灣的发行、销售，現任董事长為松本浩之。
原由任天堂香港負責的台灣業務，於同年4月1日起正式移交至台灣任天堂。

## 主要產品

### 遊戲主機
- 任天堂Switch 2於2025年7月10日在台發售

## 外部連結
- 官方網站 （页面存档备份，存于）